# Geldmarktfonds
Bei Geldmarktfonds handelt es sich um Investmentfonds, die ausschließlich oder überwiegend in Geldmarktpapiere und liquide Wertpapiere mit kurzer Restlaufzeit investieren. Hierzu zählen Termingelder, Schuldscheindarlehen und Anleihen mit einer Laufzeit von unter 12 Monaten.
Auf dem klassischen Geldmarkt sind ausschließlich institutionelle Anleger – vor allem Banken, Versicherungsgesellschaften und der Staat – aktiv. Geldmarktfonds werden hauptsächlich von Großinvestoren – zum Beispiel Unternehmen – genutzt, um kurzfristig ihre Gelder zu „parken“, da sie börsentäglich zurückgegeben werden können. Um das Risiko eines Zahlungsausfalls bei einzelnen Schuldnern zu reduzieren, wird über Papiere verschiedener Emittenten diversifiziert. Über den Kauf von Anteilen an Geldmarktfonds erlangen auch private Anleger indirekten Zugang zum Geldmarkt.
Im Vergleich zu Tagesgeldkonten fallen bei Geldmarktfonds unter Umständen weitere Kosten an:
- Ausgabeaufschlag,
- Verwaltungskosten oder
- Depotgebühren.

In Deutschland wurden Geldmarktfonds erstmals im Jahr 1994 zugelassen. 
Grundsätzlich ist zu beachten, dass auch Geldmarktfonds sowohl ein gewisses Zinsänderungsrisiko als auch ein Kreditrisiko der Emittenten tragen. Sofern die Emittenten Staaten hoher Bonität sind, ist dieses in der Regel vergleichsweise gering, jedoch nie auszuschließen. Im Rahmen der Finanzkrise ab 2007 kam es auch bei bis dahin als stabil geltenden Geldmarktfonds zu einer negativen Wertentwicklung.